# هارون ديفيس
هارون ديفيس (بالإنجليزية: Aaron Davis)‏ (8 أبريل 1967 بذا برونكس في الولايات المتحدة - ) هو ملاكم أمريكي، صنّف ضمن فئة وزن الويلتر.

## وصلات خارجية
- هارون ديفيس على موقع بوكس ريك (الإنجليزية) (registration required)